# Ausgebombt
Ausgebombt es el tercer EP de la banda alemana de thrash metal, Sodom, lanzado en 1989.

## Lista de temas
- 1. «Ausgebombt» – 3:07
- 2. «Don't Walk Away» (Tank cover) – 3:00
- 3. «Incest» [Live] – 4:28

- Nota: La versión alemana cuenta con Bela B. de la banda Die Ärzte como vocalista adicional.

## Personal
- Tom Angelripper - Voz, bajo
- Frank Blackfire - Guitarra
- Chris Witchhunter - Batería